# Janassa
Janassa es un género extinto de holocéfalos del orden Petalodontiformes que vivieron en ambientes marinos de Estados Unidos y Europa durante el Carbonífero y el Pérmico. Son conocidos a partir de dientes y numerosos fósiles completos procedentes del Pérmico Superior de Alemania (Kupferschiefer) e Inglaterra (Marl Slate).

## Características
Las especies de Janassa tenían un plan corporal muy similar a las actuales rayas con las que no guardan ningún parentesco; en realidad, Janassa es un pariente lejano de las modernas quimeras. Por la estructura de sus dientes se supone que se alimentaban de animales con concha, como los braquiópodos, a los cuales trituraban.

## Especies
Se reconocen cinco especies de Janassa:
- Janassa bituminosa (Schlotheim, 1820) (especie tipo)
- Janassa clavata M'Coy, 1855
- Janassa kochi Nielsen, 1932
- Janassa clarki Lund, 1989
- Janassa unguicula (Eastman, 1903)